# بولونييتا
بولونييتا (بالإيطالية: Bolognetta)‏ هي بلدية في مقاطعة باليرمو في صقلية الإيطالية.

## السكان
في سنة 1861 بلغ عدد السكان 1٬943 نسمة، وتطور العدد ليصل في سنة 2011 لـ 3٬932 نسمة.
يظهر هذا المخطط البياني تطور النمو السكاني لـ بولونييتا